# Justin Mortimer
Justin Mortimer (1982) es un deportista estadounidense que compitió en natación, especialista en el estilo libre. Ganó dos medallas en el Campeonato Mundial de Natación en Piscina Corta de 2004, oro en 4 × 200 m libre y bronce en 400 m libre.

## Palmarés internacional
| Campeonato Mundial en Piscina Corta | Campeonato Mundial en Piscina Corta | Campeonato Mundial en Piscina Corta | Campeonato Mundial en Piscina Corta |
| Año                                 | Lugar                               | Medalla                             | Prueba                              |
| ----------------------------------- | ----------------------------------- | ----------------------------------- | ----------------------------------- |
| 2004                                | Indianápolis (Estados Unidos)       | Medalla de oro                      | 4 × 200 m libre                     |
| 2004                                | Indianápolis (Estados Unidos)       | Medalla de bronce                   | 400 m libre                         |